# Joe Satriani (EP)
Joe Satriani ist eine selbstbetitelte EP des US-amerikanischen Rockmusikers Joe Satriani. Die EP wurde 1984 auf dem Label Rubina Records veröffentlicht und erschien ursprünglich streng limitiert auf 500 Stück.
Das meiste Material der EP wurde später auf dem Album Time Machine veröffentlicht mit der Ausnahme des Titels Talk to Me, dessen Tapes beschädigt waren.
Das Album zeichnet sich durch Satrianis Gitarrenspiel und seine Soundeffekte aus: Auf dem Album kommt ausschließlich die Gitarre zum Einsatz, die mittels Tapping-Technik als Schlagzeug und durch tiefes Verstimmen als Bass verwendet wurde.
Das Album nahm Satriani auf, während er als Gitarrenlehrer in Berkeley, Kalifornien arbeitete. Durch den Erfolg der EP schloss Relativity Records mit Satriani einen Vertrag und zwei Jahre später erschien Satrianis erstes Studioalbum Not of This Earth bei Relativity.

## Titelliste
1. Talk to Me – 3:30
2. Dreaming Number Eleven – 3:37
3. Banana Mango – 2:44
4. I Am Become Death – 3:56
5. Saying Good-Bye – 2:54